# Vlag van Thüringen
De vlag van Thüringen bestaat uit twee horizontale banen in de kleuren wit (boven) en rood. De Landesdienstflagge is dezelfde vlag, maar dan met het wapen van de deelstaat in het midden. De vlag vertoont grote gelijkenissen met de vlag van Hessen. De vlag is op 30 januari 1991 officieel aangenomen.
|  |  |

## Geschiedenis
Nadat de Vrijstaat Thüringen in 1920 was ontstaan uit de fusie van de zeven deelstaten Saksen-Weimar-Eisenach, Saksen-Gotha (zonder Coburg, dat zich bij Beieren aansloot), Saksen-Altenburg, Saksen-Meiningen, Reuss, Schwarzburg-Rudolstadt en Schwarzburg-Sondershausen, werd in dat jaar een witte en rode tweekleur met een wapenschild in het midden als vlag aangenomen. Het wapen in het midden toonde zeven zespuntige sterren op een rood schild, die de voormalige volks- of vrije staten en het wapen van de toenmalige staat voorstelden.
Na de inlijving van Pruisische gebieden (administratief district Erfurt) nam de deelstaat Thüringen in 1945 een ander wapenschild aan, dat nu een gouden leeuw omringd door acht zespuntige sterren toont. Er werd een ster toegevoegd voor de Pruisische gebieden. De Duitse Democratische Republiek behield de vlag tot de ontbinding van de deelstaten in 1952. Na de heroprichting van Thüringen in 1990 werd de tweekleurige vlag wit en rood, maar met kleine verschillen in het wapen. Het wapen toont nu een rood-wit gestreepte leeuw op een blauw schild, omringd door acht witte zespuntige sterren.